# Lijst van composities van Ruud Bos
Hieronder staat een lijst met composities van Ruud Bos.
| Titel                                           | Tekst                         | Programma/Artiest/Album                                   | Medium  | Omroep | Jaar |
| ----------------------------------------------- | ----------------------------- | --------------------------------------------------------- | ------- | ------ | ---- |
| Rikkel Nikkel (Tune)                            | Fred Bosman                   | Rikkel Nikkel                                             | TV      | AVRO   | 1961 |
| Zing met ons mee (Tune)                         | Gerrit den Braber             | Zing met ons mee                                          | Radio   | AVRO   | 1961 |
| Regenfinale                                     | instrumentaal                 | Specialiteitentheater                                     | Radio   | VARA   | 1962 |
| Trees                                           | Gerrit den Braber             | Rob de Nijs                                               | Single  | -      | 1963 |
| Moef-Ga-Ga (Tune)                               | instrumentaal                 | Moef Ga Ga                                                | TV      | -      | 1965 |
| Amusement                                       | Guus Vleugel                  | Wie is bang voor Lurelei?                                 | Theater | -      | 1965 |
| Het meesterwerk van de week                     | Guus Vleugel                  | Wie is bang voor Lurelei?                                 | Theater | -      | 1965 |
| Mevrouw De Bruin                                | Guus Vleugel                  | Wie is bang voor Lurelei?                                 | Theater | -      | 1965 |
| Op één been kun je niet lopen                   | Guus Vleugel                  | Wie is bang voor Lurelei?                                 | Theater | -      | 1965 |
| Provomeisjes                                    | Guus Vleugel                  | Wie is bang voor Lurelei?                                 | Theater | -      | 1965 |
| Republikeinse kapsalon                          | Guus Vleugel                  | Wie is bang voor Lurelei?                                 | Theater | -      | 1965 |
| Kortsluiting                                    | instrumentaal                 | Kortsluiting (ballet)                                     | Theater | -      | 1966 |
| Het einde van het feest                         | Guus Vleugel                  | Relderelderel                                             | Theater | -      | 1966 |
| La belle Américaine                             | Guus Vleugel                  | Relderelderel                                             | Theater | -      | 1966 |
| Lelijk en mooi                                  | Guus Vleugel                  | Relderelderel                                             | Theater | -      | 1966 |
| Min de stilte                                   | Guus Vleugel                  | Relderelderel                                             | Theater | -      | 1966 |
| Relderelderel                                   | Guus Vleugel                  | Relderelderel                                             | Theater | -      | 1966 |
| Schriftelijke cursus Frans                      | Guus Vleugel                  | Relderelderel                                             | Theater | -      | 1966 |
| Daar maken wij een plaatje van                  | Michel van der Plas           | Van Eduard Jacobs tot Guus Vleugel                        | LP      | -      | 1966 |
| Afscheidsbrief van een lelijk meisje            | Koos Speenhoff                | Aaahdèle (Adèle Bloemendaal)                              | LP      | -      | 1967 |
| De bar van François                             | Guus Vleugel                  | De Stunt                                                  | Theater | -      | 1967 |
| Dominee, bekeer u toch                          | Guus Vleugel                  | De Stunt                                                  | Theater | -      | 1967 |
| Een stunt is anders                             | Guus Vleugel                  | De Stunt                                                  | Theater | -      | 1967 |
| Het wordt geweldig                              | Guus Vleugel                  | De Stunt                                                  | Theater | -      | 1967 |
| Hippe vogels                                    | Guus Vleugel                  | De Stunt                                                  | Theater | -      | 1967 |
| Ik kon d'r best afblijven                       | Guus Vleugel                  | De Stunt                                                  | Theater | -      | 1967 |
| Kijk die twee                                   | Guus Vleugel                  | De Stunt                                                  | Theater | -      | 1967 |
| L.S.D.                                          | Guus Vleugel                  | De Stunt                                                  | Theater | -      | 1967 |
| Lila's plaatje                                  | Guus Vleugel                  | De Stunt                                                  | Theater | -      | 1967 |
| Nero is dood                                    | Guus Vleugel                  | De Stunt                                                  | Theater | -      | 1967 |
| Nou, vooruit dan maar                           | Guus Vleugel                  | De Stunt                                                  | Theater | -      | 1967 |
| Progressieve polka                              | Guus Vleugel                  | De Stunt                                                  | Theater | -      | 1967 |
| Publiciteit                                     | Guus Vleugel                  | De Stunt                                                  | Theater | -      | 1967 |
| Rijpere leeftijd                                | Guus Vleugel                  | De Stunt                                                  | Theater | -      | 1967 |
| Slotkoraal                                      | Guus Vleugel                  | De Stunt                                                  | Theater | -      | 1967 |
| Voor alles is een oplossing te vinden           | Guus Vleugel                  | De Stunt                                                  | Theater | -      | 1967 |
| Voor wat, hoort wat                             | Guus Vleugel                  | De Stunt                                                  | Theater | -      | 1967 |
| Wat ben jij aardig                              | Guus Vleugel                  | De Stunt                                                  | Theater | -      | 1967 |
| Wees toch tevreden                              | Guus Vleugel                  | De Stunt                                                  | Theater | -      | 1967 |
| Zin in een feessie                              | Guus Vleugel                  | De Stunt                                                  | Theater | -      | 1967 |
| Het is Pasen                                    | ?                             | Eieren voor uw geld                                       | Radio   | AVRO   | 1967 |
| Wachten op Pasen                                | ?                             | Eieren voor uw geld                                       | Radio   | AVRO   | 1967 |
| Zachtjes                                        | ?                             | Eieren voor uw geld                                       | Radio   | AVRO   | 1967 |
| Reizigers nachtlied                             | Michel van der Plas           | Jasperina de Jong                                         | LP      | -      | 1967 |
| Zou de zon nog wel schijnen zonder jou?         | Gerrit den Braber             | 14 liedjes van Thérèse (Thérèse Steinmetz)                | LP      | -      | 1968 |
| Hallo, Meneer De Uil                            | Leen Valkenier                | De Fabeltjeskrant                                         | TV      | NOS    | 1968 |
| Hand in hand                                    | Gerard Cox                    | Gerard Cox                                                | LP      | -      | 1968 |
| Meisje in de stad                               | Gerard Cox                    | Gerard Cox                                                | LP      | -      | 1968 |
| Rotterdam-Zuid                                  | Gerard Cox                    | Gerard Cox                                                | LP      | -      | 1968 |
| Anneke de heks                                  | John Collee                   | Kinderzangfestival                                        | TV      | KRO    | 1968 |
| Gebedje                                         | Ben Rowold                    | Laat mij nu maar begaan (Adèle Bloemendaal)               | LP      | -      | 1968 |
| Kan dat nog?                                    | Huub Oosterhuis               | Liedjes aan de kerk                                       | TV      | IKOR   | 1968 |
| Happy end                                       | Willem Wilmink                | Sprookjes voor grote mensen (Marijke Merckens)            | LP      | -      | 1968 |
| Baby in de boom (Diverse thema's)               | instrumentaal                 | Baby in de boom                                           | Film    | -      | 1969 |
| De mieren los                                   | Leen Valkenier                | De Fabeltjeskrant                                         | TV      | NOS    | 1969 |
| Dierenbosse brandweerlied                       | Leen Valkenier                | De Fabeltjeskrant                                         | TV      | NOS    | 1969 |
| Dierenbosse volkslied                           | Leen Valkenier                | De Fabeltjeskrant                                         | TV      | NOS    | 1969 |
| Heb je last van wintertenen                     | Leen Valkenier                | De Fabeltjeskrant                                         | TV      | NOS    | 1969 |
| Hoi, hoi, hollen maar                           | Leen Valkenier                | De Fabeltjeskrant                                         | TV      | NOS    | 1969 |
| Kunst- en vliegwerk                             | Leen Valkenier                | De Fabeltjeskrant                                         | TV      | NOS    | 1969 |
| Lied van de vier seizoenen                      | Leen Valkenier                | De Fabeltjeskrant                                         | TV      | NOS    | 1969 |
| Lied van het Beloofde Woud                      | Leen Valkenier                | De Fabeltjeskrant                                         | TV      | NOS    | 1969 |
| Lied van Momfer de Mol                          | Leen Valkenier                | De Fabeltjeskrant                                         | TV      | NOS    | 1969 |
| Lied van Ome Gerrit                             | Leen Valkenier                | De Fabeltjeskrant                                         | TV      | NOS    | 1969 |
| Makker, word wakker                             | Leen Valkenier                | De Fabeltjeskrant                                         | TV      | NOS    | 1969 |
| O moederziel, o moederziel                      | Leen Valkenier                | De Fabeltjeskrant                                         | TV      | NOS    | 1969 |
| Schimplied op juffrouw Ooievaar                 | Leen Valkenier                | De Fabeltjeskrant                                         | TV      | NOS    | 1969 |
| Stap, stap, stap                                | Leen Valkenier                | De Fabeltjeskrant                                         | TV      | NOS    | 1969 |
| Wandellied                                      | Leen Valkenier                | De Fabeltjeskrant                                         | TV      | NOS    | 1969 |
| Welkom in het Praathuis                         | Leen Valkenier                | De Fabeltjeskrant                                         | TV      | NOS    | 1969 |
| Zoefje, Zoefje, hol maar rond                   | Leen Valkenier                | De Fabeltjeskrant                                         | TV      | NOS    | 1969 |
| Halte van lijn 10                               | Tony van Verre                | Een avond in Het Winkeltje (Ansje van Brandenberg)        | LP      | -      | 1969 |
| Alleen uit leed                                 | Annie M.G. Schmidt            | Met man en muis                                           | Theater | -      | 1969 |
| Witte                                           | Lennaert Nijgh                | Roosje zag een knaapje staan (Rosita Bloom)               | LP      | -      | 1969 |
| Dora                                            | J.M.W. Scheltema              | Wim Sonneveld 15 jaar op de plaat                         | LP      | -      | 1969 |
| Het kerstpakket van de zaak                     | Michel van der Plas           | Cursief                                                   | Radio   | KRO    | 1970 |
| De Woefs en de Lamaars                          | Leen Valkenier                | De Woefs en de Lamaars                                    | TV      | NOS    | 1970 |
| Wij zijn de drieling Lamaar                     | Leen Valkenier                | De Woefs en de Lamaars                                    | TV      | NOS    | 1970 |
| Kermis                                          | John Collee                   | Kinderzangfestival                                        | TV      | -      | 1970 |
| Anti-onkruidlied                                | Leen Valkenier                | Onkruidzaaiers in Fabeltjesland                           | Film    | -      | 1970 |
| Bor, onze Bor                                   | Leen Valkenier                | Onkruidzaaiers in Fabeltjesland                           | Film    | -      | 1970 |
| De grote woekerwraak                            | Leen Valkenier                | Onkruidzaaiers in Fabeltjesland                           | Film    | -      | 1970 |
| Dieren, te wapen                                | Leen Valkenier                | Onkruidzaaiers in Fabeltjesland                           | Film    | -      | 1970 |
| Grote verzoeningslied                           | Leen Valkenier                | Onkruidzaaiers in Fabeltjesland                           | Film    | -      | 1970 |
| Huis en haard                                   | Leen Valkenier                | Onkruidzaaiers in Fabeltjesland                           | Film    | -      | 1970 |
| Ik ben de kwaaie pier                           | Leen Valkenier                | Onkruidzaaiers in Fabeltjesland                           | Film    | -      | 1970 |
| Krim kram kruimelke                             | Leen Valkenier                | Onkruidzaaiers in Fabeltjesland                           | Film    | -      | 1970 |
| Ontwaakt, gij die slaapt                        | Leen Valkenier                | Onkruidzaaiers in Fabeltjesland                           | Film    | -      | 1970 |
| Ouverture                                       | instrumentaal                 | Onkruidzaaiers in Fabeltjesland                           | Film    | -      | 1970 |
| Plunder, plunder                                | Leen Valkenier                | Onkruidzaaiers in Fabeltjesland                           | Film    | -      | 1970 |
| Rijen, rijen, rijen                             | Leen Valkenier                | Onkruidzaaiers in Fabeltjesland                           | Film    | -      | 1970 |
| Torré torra torrestata                          | Leen Valkenier                | Onkruidzaaiers in Fabeltjesland                           | Film    | -      | 1970 |
| Vrede                                           | Leen Valkenier                | Onkruidzaaiers in Fabeltjesland                           | Film    | -      | 1970 |
| We hebben de buit                               | Leen Valkenier                | Onkruidzaaiers in Fabeltjesland                           | Film    | -      | 1970 |
| We hebben hem                                   | Leen Valkenier                | Onkruidzaaiers in Fabeltjesland                           | Film    | -      | 1970 |
| Wij zijn het ontaarde torrendom                 | Leen Valkenier                | Onkruidzaaiers in Fabeltjesland                           | Film    | -      | 1970 |
| Zaaien, zaaien                                  | Leen Valkenier                | Onkruidzaaiers in Fabeltjesland                           | Film    | -      | 1970 |
| Langs het karrespoor                            | Gerrit den Braber             | Saskia & Serge                                            | LP      | -      | 1970 |
| Scheepvaartberichten                            | Heinz Polzer                  | Zaterdagavondakkoorden                                    | TV      | KRO    | 1970 |
| Luilekkerland                                   | Lennaert Nijgh                | Zingliedjes, zegliedjes, o zo ver wegliedjes (Hetty Blok) | LP      | -      | 1970 |
| Als Jodokus de Marmot                           | Leen Valkenier                | De Fabeltjeskrant                                         | TV      | NOS    | 1971 |
| Als Momfer zing ik zo                           | Leen Valkenier                | De Fabeltjeskrant                                         | TV      | NOS    | 1971 |
| Beren-goed                                      | Leen Valkenier                | De Fabeltjeskrant                                         | TV      | NOS    | 1971 |
| Bij het licht van de lantarenpalen              | Leen Valkenier                | De Fabeltjeskrant                                         | TV      | NOS    | 1971 |
| De omgewaaide eik                               | Leen Valkenier                | De Fabeltjeskrant                                         | TV      | NOS    | 1971 |
| Drink meer prik                                 | Leen Valkenier                | De Fabeltjeskrant                                         | TV      | NOS    | 1971 |
| Druk maar op het knoppie                        | Leen Valkenier                | De Fabeltjeskrant                                         | TV      | NOS    | 1971 |
| Ed en Willem Bever Boogie                       | Leen Valkenier                | De Fabeltjeskrant                                         | TV      | NOS    | 1971 |
| Een raaf kan alleen maar krassen                | Leen Valkenier                | De Fabeltjeskrant                                         | TV      | NOS    | 1971 |
| Elektriciteit                                   | Leen Valkenier                | De Fabeltjeskrant                                         | TV      | NOS    | 1971 |
| Fietslied                                       | Leen Valkenier                | De Fabeltjeskrant                                         | TV      | NOS    | 1971 |
| Herinneringen aan het Praathuis                 | Leen Valkenier                | De Fabeltjeskrant                                         | TV      | NOS    | 1971 |
| Het Landjuweel                                  | Leen Valkenier                | De Fabeltjeskrant                                         | TV      | NOS    | 1971 |
| In het licht van de maan                        | Leen Valkenier                | De Fabeltjeskrant                                         | TV      | NOS    | 1971 |
| Lied van de melkmachine                         | Leen Valkenier                | De Fabeltjeskrant                                         | TV      | NOS    | 1971 |
| Melken, melken                                  | Leen Valkenier                | De Fabeltjeskrant                                         | TV      | NOS    | 1971 |
| Meneer De Uil is ook een dier                   | Leen Valkenier                | De Fabeltjeskrant                                         | TV      | NOS    | 1971 |
| Mijn bloementuin is mijn wondertuin             | Leen Valkenier                | De Fabeltjeskrant                                         | TV      | NOS    | 1971 |
| Oleta                                           | Leen Valkenier                | De Fabeltjeskrant                                         | TV      | NOS    | 1971 |
| Onder zusters zachte handen                     | Leen Valkenier                | De Fabeltjeskrant                                         | TV      | NOS    | 1971 |
| Pad met een schild                              | Leen Valkenier                | De Fabeltjeskrant                                         | TV      | NOS    | 1971 |
| Stoffel heeft makkes                            | Leen Valkenier                | De Fabeltjeskrant                                         | TV      | NOS    | 1971 |
| Valsemunterslied                                | Leen Valkenier                | De Fabeltjeskrant                                         | TV      | NOS    | 1971 |
| Verlichte Bomenlied                             | Leen Valkenier                | De Fabeltjeskrant                                         | TV      | NOS    | 1971 |
| Baby                                            | Liselore Gerritsen            | Liselore (Liselore Gerritsen)                             | LP      | -      | 1971 |
| Lul maar an                                     | Liselore Gerritsen            | Liselore (Liselore Gerritsen)                             | LP      | -      | 1971 |
| Vogeltje                                        | Liselore Gerritsen            | Liselore (Liselore Gerritsen)                             | LP      | -      | 1971 |
| Chaos                                           | Lennaert Nijgh                | Van Elsschot tot Nijgh (Willem Nijholt)                   | LP      | -      | 1971 |
| Enigheit is armoede                             | Gerbrand Adriaensz. Bredero   | Van Elsschot tot Nijgh (Willem Nijholt)                   | LP      | -      | 1971 |
| Het huwelijk                                    | Willem Elsschot               | Van Elsschot tot Nijgh (Willem Nijholt)                   | LP      | -      | 1971 |
| IJmuiden                                        | Lennaert Nijgh                | Van Elsschot tot Nijgh (Willem Nijholt)                   | LP      | -      | 1971 |
| Als foto sta ik zo                              | Sieto Hoving                  | Waartoe? Waarheen?                                        | Theater | -      | 1971 |
| En bedankt dat u er was                         | Sieto Hoving                  | Waartoe? Waarheen?                                        | Theater | -      | 1971 |
| Hier is geen pil tegen gewassen                 | Sieto Hoving                  | Waartoe? Waarheen?                                        | Theater | -      | 1971 |
| In het spinneweb van ruimte en tijd             | Sieto Hoving                  | Waartoe? Waarheen?                                        | Theater | -      | 1971 |
| Niemand overleeft het leven                     | Sieto Hoving                  | Waartoe? Waarheen?                                        | Theater | -      | 1971 |
| Geluk door de giro                              | Gerrit den Braber             | Willeke Alberti                                           | Single  | -      | 1971 |
| Ballade van het leven en de dood                | Jaap van de Merwe             | Wim Sonneveld met Corrie van Gorp en Willem Nijholt       | Theater | -      | 1971 |
| Burgemeester Beekmanlaan                        | Friso Wiegersma               | Wim Sonneveld met Corrie van Gorp en Willem Nijholt       | Theater | -      | 1971 |
| Carolien                                        | Friso Wiegersma               | Wim Sonneveld met Corrie van Gorp en Willem Nijholt       | Theater | -      | 1971 |
| Ik zou met jou                                  | Friso Wiegersma               | Wim Sonneveld met Corrie van Gorp en Willem Nijholt       | Theater | -      | 1971 |
| Latijns-Amerika                                 | Jaap van de Merwe             | Wim Sonneveld met Corrie van Gorp en Willem Nijholt       | Theater | -      | 1971 |
| Lieveling                                       | Friso Wiegersma               | Wim Sonneveld met Corrie van Gorp en Willem Nijholt       | Theater | -      | 1971 |
| Rob                                             | Friso Wiegersma               | Wim Sonneveld met Corrie van Gorp en Willem Nijholt       | Theater | -      | 1971 |
| De donkere dagen voor Kerstmis                  | Michel van der Plas           | Cursief                                                   | Radio   | KRO    | 1972 |
| Ajax zal 'm raken                               | Leen Valkenier                | De Fabeltjeskrant                                         | TV      | NOS    | 1972 |
| Hup, daar is Willem                             | Leen Valkenier                | De Fabeltjeskrant                                         | TV      | NOS    | 1972 |
| De inbreker (Diverse thema's)                   | instrumentaal                 | De inbreker                                               | Film    | -      | 1972 |
| Niet naar de maan                               | Lea Smulders                  | Kinderzangfestival                                        | TV      | KRO    | 1972 |
| Scheveningse tram                               | Michel van der Plas           | Sonneveld                                                 | LP      | -      | 1972 |
| Wat is er met de muziek?                        | Wim Sonneveld                 | Sonneveld                                                 | LP      | -      | 1972 |
| NOS-Kiosk (Tune)                                | instrumentaal                 | NOS-Kiosk                                                 | TV      | NOS    | 1972 |
| Because of the cats (Diverse thema's)           | instrumentaal                 | Because of the cats                                       | Film    | -      | 1973 |
| Als de regen gutst                              | Eli Asser                     | Citroentje met suiker                                     | TV      | KRO    | 1973 |
| Een nuttig lid                                  | Eli Asser                     | Citroentje met suiker                                     | TV      | KRO    | 1973 |
| Zo is het leven                                 | Eli Asser                     | Citroentje met suiker                                     | TV      | KRO    | 1973 |
| Citroentje met suiker (tune 2)                  | Eli Asser                     | Citroentje met suiker                                     | TV      | KRO    | 1973 |
| Drummer boy                                     | Eli Asser                     | Citroentje met suiker                                     | TV      | KRO    | 1973 |
| Eventjes                                        | Eli Asser                     | Citroentje met suiker                                     | TV      | KRO    | 1973 |
| Gezelligheid                                    | Eli Asser                     | Citroentje met suiker                                     | TV      | KRO    | 1973 |
| Kleurentelevisie                                | Eli Asser                     | Citroentje met suiker                                     | TV      | KRO    | 1973 |
| Poes                                            | Eli Asser                     | Citroentje met suiker                                     | TV      | KRO    | 1973 |
| Witte Kerst                                     | Eli Asser                     | Citroentje met suiker                                     | TV      | KRO    | 1973 |
| Cursief (Tune)                                  | instrumentaal                 | Cursief                                                   | Radio   | KRO    | 1973 |
| Meneer Yamani, dank je wel                      | Michel van der Plas           | Cursief                                                   | Radio   | KRO    | 1973 |
| Anjelierstraat                                  | Jan Fillekers                 | Dag, dag, heerlijke lach                                  | Theater | -      | 1973 |
| Komijne komene                                  | Diet Huber                    | Kinderzangfestival                                        | TV      | KRO    | 1973 |
| Hey, a letter came today                        | Herman Pieter de Boer         | Naakt over de schutting                                   | Film    | -      | 1973 |
| Naakt over de schutting (Diverse thema's)       | instrumentaal                 | Naakt over de schutting                                   | Film    | -      | 1973 |
| De Bataven                                      | Eli Asser                     | NOS-Kiosk: Zij maakten geschiedenis                       | TV      | NOS    | 1973 |
| De gilden                                       | Eli Asser                     | NOS-Kiosk: Zij maakten geschiedenis                       | TV      | NOS    | 1973 |
| De Hanzesteden                                  | Eli Asser                     | NOS-Kiosk: Zij maakten geschiedenis                       | TV      | NOS    | 1973 |
| De watergeuzen                                  | Eli Asser                     | NOS-Kiosk: Zij maakten geschiedenis                       | TV      | NOS    | 1973 |
| Floris de Vijfde                                | Eli Asser                     | NOS-Kiosk: Zij maakten geschiedenis                       | TV      | NOS    | 1973 |
| Het Bourgondische Huis                          | Eli Asser                     | NOS-Kiosk: Zij maakten geschiedenis                       | TV      | NOS    | 1973 |
| In de ijstijd                                   | Eli Asser                     | NOS-Kiosk: Zij maakten geschiedenis                       | TV      | NOS    | 1973 |
| Kamper uien                                     | Eli Asser                     | NOS-Kiosk: Zij maakten geschiedenis                       | TV      | NOS    | 1973 |
| Karel de Grote                                  | Eli Asser                     | NOS-Kiosk: Zij maakten geschiedenis                       | TV      | NOS    | 1973 |
| Kastelen en hun bewoners                        | Eli Asser                     | NOS-Kiosk: Zij maakten geschiedenis                       | TV      | NOS    | 1973 |
| Happy landing                                   | Friso Wiegersma               | Op de Hollandse toer                                      | Film    | -      | 1973 |
| Niemand dan wij                                 | Friso Wiegersma               | Op de Hollandse toer                                      | Film    | -      | 1973 |
| Nooit meer stil                                 | Friso Wiegersma               | Op de Hollandse toer                                      | Film    | -      | 1973 |
| Waar benne de bene?                             | Friso Wiegersma               | Op de Hollandse toer                                      | Film    | -      | 1973 |
| Hier zit ik nu                                  | Gerard Cox                    | Wat je zegt, dat ben je zelf                              | Theater | -      | 1973 |
| Slow Motion                                     | Herman Pieter de Boer         | Nellie v.d. Heuvel uit de 4e klas (Rijk de Gooyer)        | LP      | -      | 1973 |
| Ajax gaat kapot aan drank en vrouwen            | Michel van der Plas           | Cursief                                                   | Radio   | KRO    | 1974 |
| Roeping                                         | Gerard Reve                   | De Grote Gerard Reve Show                                 | TV "    | NOS    | 1974 |
| Tempo doeloe                                    | Gerard Reve                   | De Grote Gerard Reve Show                                 | TV "    | NOS    | 1974 |
| Theologie                                       | Gerard Reve                   | De Grote Gerard Reve Show                                 | TV "    | NOS    | 1974 |
| De flipperautomaat                              | Eli Asser                     | Citroentje met suiker                                     | TV      | KRO    | 1974 |
| Drama                                           | Eli Asser                     | Citroentje met suiker                                     | TV      | KRO    | 1974 |
| Een citroentje met suiker                       | Eli Asser                     | Citroentje met suiker                                     | TV      | KRO    | 1974 |
| Vader                                           | Eli Asser                     | Citroentje met suiker                                     | TV      | KRO    | 1974 |
| Emancipatie                                     | Eli Asser                     | Citroentje met suiker                                     | TV      | KRO    | 1974 |
| Er mag zoveel niet                              | Eli Asser                     | Citroentje met suiker                                     | TV      | KRO    | 1974 |
| Geld                                            | Eli Asser                     | Citroentje met suiker                                     | TV      | KRO    | 1974 |
| Hein                                            | Eli Asser                     | Citroentje met suiker                                     | TV      | KRO    | 1974 |
| Het is een zegen                                | Eli Asser                     | Citroentje met suiker                                     | TV      | KRO    | 1974 |
| Speel nog eens                                  | Eli Asser                     | Citroentje met suiker                                     | TV      | KRO    | 1974 |
| Arme kleine zelfstandige                        | Eli Asser                     | Citroentje met suiker                                     | TV      | KRO    | 1974 |
| Stress                                          | Eli Asser                     | Citroentje met suiker                                     | TV      | KRO    | 1974 |
| Jalouzie                                        | Eli Asser                     | Citroentje met suiker                                     | TV      | KRO    | 1974 |
| Cuba libre                                      | Eli Asser                     | De Stichting Durmazon presenteert                         | TV      | KRO    | 1974 |
| De immoraliteit                                 | Eli Asser                     | De Stichting Durmazon presenteert                         | TV      | KRO    | 1974 |
| Durmazon (Tune)                                 | instrumentaal                 | De Stichting Durmazon presenteert                         | TV      | KRO    | 1974 |
| Een moeder blijft een moeder                    | Eli Asser                     | De Stichting Durmazon presenteert                         | TV      | KRO    | 1974 |
| Het oude kerkje                                 | Eli Asser                     | De Stichting Durmazon presenteert                         | TV      | KRO    | 1974 |
| Ik zeg nooit meer 'u'                           | Eli Asser                     | De Stichting Durmazon presenteert                         | TV      | KRO    | 1974 |
| In mijn boerenhoeve                             | Eli Asser                     | De Stichting Durmazon presenteert                         | TV      | KRO    | 1974 |
| U ziet, wij lijken op elkaar                    | Eli Asser                     | De Stichting Durmazon presenteert                         | TV      | KRO    | 1974 |
| Mariken van Nieumeghen (Diverse thema's)        | instrumentaal                 | Mariken van Nieumeghen                                    | Film    | -      | 1974 |
| Dag Laurens, dag Paulus                         | Renée van Utteren             | Paulus de Boskabouter 2                                   | TV      | NOS    | 1974 |
| Zeg, kennen jullie Paulus al?                   | Leen Valkenier                | Paulus de Boskabouter 2                                   | TV      | NOS    | 1974 |
| De Van Speykshow (Tune)                         | instrumentaal                 | De Van Speykshow                                          | TV      | KRO    | 1974 |
| Cyrano de Bergerac (ouverture)                  | instrumentaal                 | Cyrano de Bergerac                                        | Theater | -      | 1975 |
| Als ik maar weer zorgen kan                     | Eli Asser                     | De Stichting Durmazon presenteert                         | TV      | KRO    | 1975 |
| Chinese Manie                                   | Eli Asser                     | De Stichting Durmazon presenteert                         | TV      | KRO    | 1975 |
| De meisjes uit de salon van tante Trees         | Eli Asser                     | De Stichting Durmazon presenteert                         | TV      | KRO    | 1975 |
| In de lente                                     | Eli Asser                     | De Stichting Durmazon presenteert                         | TV      | KRO    | 1975 |
| In 't Gooi, Gooi, Gooi                          | Eli Asser                     | De Stichting Durmazon presenteert                         | TV      | KRO    | 1975 |
| Leipie Zonnebril                                | Eli Asser                     | De Stichting Durmazon presenteert                         | TV      | KRO    | 1975 |
| Spionnen                                        | Eli Asser                     | De Stichting Durmazon presenteert                         | TV      | KRO    | 1975 |
| Wintersport                                     | Eli Asser                     | De Stichting Durmazon presenteert                         | TV      | KRO    | 1975 |
| Het lachen                                      | Friso Wiegersma               | De Willem Nijholt Show                                    | TV      | KRO    | 1975 |
| Heimwee naar de dertiger jaren                  | Friso Wiegersma               | De Willem Nijholt Show                                    | TV      | KRO    | 1975 |
| Elkerlyc (Diverse thema's)                      | instrumentaal                 | Elkerlyc                                                  | Film    | -      | 1975 |
| Marije                                          | Herman van Veen               | Elkerlyc                                                  | Film    | -      | 1975 |
| Heb medelij, Jet (Diverse thema's)              | instrumentaal                 | Heb medelij, Jet                                          | Film    | -      | 1975 |
| De geit van dokter Sanders                      | Annie M.G. Schmidt            | Ik dans met de gans en ik trouw met de pauw               | LP      | -      | 1975 |
| De regenworm en zijn moeder                     | Annie M.G. Schmidt            | Ik dans met de gans en ik trouw met de pauw               | LP      | -      | 1975 |
| De rovers en de maan                            | Annie M.G. Schmidt            | Ik dans met de gans en ik trouw met de pauw               | LP      | -      | 1975 |
| Diedeltje Dei                                   | Annie M.G. Schmidt            | Ik dans met de gans en ik trouw met de pauw               | LP      | -      | 1975 |
| Dat is de pater Zwierelier                      | Annie M.G. Schmidt            | Ik dans met de gans en ik trouw met de pauw               | LP      | -      | 1975 |
| Drie ouwe ottertjes                             | Annie M.G. Schmidt            | Ik dans met de gans en ik trouw met de pauw               | LP      | -      | 1975 |
| Dromen onder moeders vleugels                   | Annie M.G. Schmidt            | Ik dans met de gans en ik trouw met de pauw               | LP      | -      | 1975 |
| Het kameeltje                                   | Annie M.G. Schmidt            | Ik dans met de gans en ik trouw met de pauw               | LP      | -      | 1975 |
| Jeroen                                          | Annie M.G. Schmidt            | Ik dans met de gans en ik trouw met de pauw               | LP      | -      | 1975 |
| Plinke planke pluizen                           | Annie M.G. Schmidt            | Ik dans met de gans en ik trouw met de pauw               | LP      | -      | 1975 |
| Spoken in het kasteel                           | Annie M.G. Schmidt            | Ik dans met de gans en ik trouw met de pauw               | LP      | -      | 1975 |
| Tante To                                        | Annie M.G. Schmidt            | Ik dans met de gans en ik trouw met de pauw               | LP      | -      | 1975 |
| Rooie Sien (Diverse thema's)                    | instrumentaal                 | Rooie Sien                                                | Film    | -      | 1975 |
| Telkens weer                                    | Friso Wiegersma               | Rooie Sien / Willeke Alberti                              | Film    | -      | 1975 |
| TROS Aktua (Tune)                               | instrumentaal                 | TROS Aktua                                                | TV      | TROS   | 1975 |
| Pas als je baait in weelde                      | Jaap van de Merwe             | Uit het rijke leven van Adèle Bloemendaal                 | LP      | -      | 1975 |
| Ik heb mijn hart op reis gestuurd               | Martie Verdenius              | Uit liefde (Thérèse Steinmetz)                            | LP      | -      | 1975 |
| Liedje van verlangen                            | Martie Verdenius              | Uit liefde (Adèle Bloemendaal)                            | LP      | -      | 1975 |
| Liefdadigheid                                   | Martie Verdenius              | Uit liefde (Lies de Wind en Paul Deen)                    | LP      | -      | 1975 |
| Rotterdam 1940                                  | Martie Verdenius              | Uit liefde (Guus Hermus)                                  | LP      | -      | 1975 |
| Bolke de Beer (Tune)                            | Renée van Utteren             | Bolke de Beer                                             | TV      | NCRV   | 1976 |
| Alleen                                          | Jan Fillekers                 | Lach om het leven                                         | Theater | -      | 1976 |
| De appelboom                                    | Toon Hermans                  | One Man Show 7                                            | Theater | -      | 1976 |
| De duinen                                       | Toon Hermans                  | One Man Show 7                                            | Theater | -      | 1976 |
| De eik                                          | Toon Hermans                  | One Man Show 7                                            | Theater | -      | 1976 |
| Hart attaque                                    | Toon Hermans                  | One Man Show 7                                            | Theater | -      | 1976 |
| Ik ben een blad                                 | Toon Hermans                  | One Man Show 7                                            | Theater | -      | 1976 |
| Ik wil niet weten                               | Toon Hermans                  | One Man Show 7                                            | Theater | -      | 1976 |
| Kleinkind                                       | Toon Hermans                  | One Man Show 7                                            | Theater | -      | 1976 |
| Luister en wees niet bang                       | Toon Hermans                  | One Man Show 7                                            | Theater | -      | 1976 |
| Nachtplein                                      | Toon Hermans                  | One Man Show 7                                            | Theater | -      | 1976 |
| Noordzee                                        | Toon Hermans                  | One Man Show 7                                            | Theater | -      | 1976 |
| Pompelmoes aan zee                              | Toon Hermans                  | One Man Show 7                                            | Theater | -      | 1976 |
| Zomer                                           | Toon Hermans                  | One Man Show 7                                            | Theater | -      | 1976 |
| Boelies klaaglied                               | Renée van Utteren             | Paulus de Boskabouter 2                                   | TV      | NOS    | 1976 |
| Dag, wezen, dag                                 | Renée van Utteren             | Paulus de Boskabouter 2                                   | TV      | NOS    | 1976 |
| Een robot heeft geen hart                       | Renée van Utteren             | Paulus de Boskabouter 2                                   | TV      | NOS    | 1976 |
| Theelied                                        | Renée van Utteren             | Paulus de Boskabouter 2                                   | TV      | NOS    | 1976 |
| Pommetje Horlepiep (Tune)                       | Jan Fillekers                 | Pommetje Horlepiep                                        | TV      | NCRV   | 1976 |
| Als jij bij de kapper vandaan komt              | Eli Asser                     | Cabaretcetera                                             | Radio   | TROS   | 1977 |
| Amsterdam op zondag                             | Eli Asser                     | Cabaretcetera                                             | Radio   | TROS   | 1977 |
| Carolien en ik                                  | Eli Asser                     | Cabaretcetera                                             | Radio   | TROS   | 1977 |
| Den Haag Vandaag (tune)                         | instrumentaal                 | Den Haag Vandaag                                          | TV      | NOS    | 1977 |
| Beppies billen                                  | Marjan Berk                   | Moeder en haar jongens                                    | Theater | -      | 1977 |
| De Hollandse taal                               | Marjan Berk                   | Moeder en haar jongens                                    | Theater | -      | 1977 |
| Ik ben er nog                                   | Marjan Berk                   | Moeder en haar jongens                                    | Theater | -      | 1977 |
| Ik ga het maken                                 | Marjan Berk                   | Moeder en haar jongens                                    | Theater | -      | 1977 |
| In het geniep                                   | Marjan Berk                   | Moeder en haar jongens                                    | Theater | -      | 1977 |
| Laatkomer                                       | Marjan Berk                   | Moeder en haar jongens                                    | Theater | -      | 1977 |
| Liefje, laat je lijmen                          | Marjan Berk                   | Moeder en haar jongens                                    | Theater | -      | 1977 |
| Motormama                                       | Marjan Berk                   | Moeder en haar jongens                                    | Theater | -      | 1977 |
| Puur geluk                                      | Marjan Berk                   | Moeder en haar jongens                                    | Theater | -      | 1977 |
| Zwart geld boogie                               | Marjan Berk                   | Moeder en haar jongens                                    | Theater | -      | 1977 |
| Argwaan                                         | Hans Dorrestijn               | Niemand weet dat ik Repelsteeltje heet                    | Theater | -      | 1977 |
| Chrisje                                         | Jan Boerstoel                 | Niemand weet dat ik Repelsteeltje heet                    | Theater | -      | 1977 |
| Doodgewoon geluk                                | Jan Boerstoel                 | Niemand weet dat ik Repelsteeltje heet                    | Theater | -      | 1977 |
| Eendjes voeren                                  | Hans Dorrestijn               | Niemand weet dat ik Repelsteeltje heet                    | Theater | -      | 1977 |
| Ik hoop dat het nooit ochtend wordt             | Jan Boerstoel                 | Niemand weet dat ik Repelsteeltje heet                    | Theater | -      | 1977 |
| Later                                           | Simon Carmiggelt              | Niemand weet dat ik Repelsteeltje heet                    | Theater | -      | 1977 |
| Pijn is een souvenir                            | Hans Dorrestijn               | Niemand weet dat ik Repelsteeltje heet                    | Theater | -      | 1977 |
| Wip wap                                         | Hans Dorrestijn               | Niemand weet dat ik Repelsteeltje heet                    | Theater | -      | 1977 |
| Zo zijn we niet getrouwd                        | Gerard Cox                    | Niemand weet dat ik Repelsteeltje heet                    | Theater | -      | 1977 |
| TROS-leaders en bumpers                         | instrumentaal                 | TROS-omroep                                               | TV      | TROS   | 1977 |
| Bassie en Adriaan (dat zijn de beste vrienden)  | Bas van Toor; Aad van Toor    | Bassie en Adriaan                                         | TV      | TROS   | 1978 |
| Herdershond (tune + diverse thema's)            | instrumentaal                 | Dagboek van een herdershond                               | TV      | KRO    | 1978 |
| Boris en Bram (Eindtune)                        | Nico Hiltrop                  | De Luchtbus                                               | TV      | KRO    | 1978 |
| Daar is de Luchtbus (Tune)                      | Nico Hiltrop                  | De Luchtbus                                               | TV      | KRO    | 1978 |
| Een dagje naar de dierentuin                    | Nico Hiltrop                  | De Luchtbus                                               | TV      | KRO    | 1978 |
| Hoempapa                                        | Nico Hiltrop                  | De Luchtbus                                               | TV      | KRO    | 1978 |
| Ik mag niks                                     | Nico Hiltrop                  | De Luchtbus                                               | TV      | KRO    | 1978 |
| Op de T.V.                                      | Nico Hiltrop                  | De Luchtbus                                               | TV      | KRO    | 1978 |
| Vliegen is fijner dan je denkt                  | Nico Hiltrop                  | De Luchtbus                                               | TV      | KRO    | 1978 |
| De Mike Burstyn Show (Tune)                     | instrumentaal                 | De Mike Burstyn Show                                      | TV      | VARA   | 1978 |
| Als ik een man was                              | Jan Blaaser                   | Klap eens in je handjes                                   | Theater | -      | 1978 |
| Gastarbeiders                                   | Jan Boerstoel                 | Steilewandrace                                            | Theater | -      | 1978 |
| Voor een onbekende Italiaanse soldaat           | Jan Boerstoel                 | Steilewandrace                                            | Theater | -      | 1978 |
| Het circus is in de stad                        | Bas van Toor; Aad van Toor    | Bassie en Adriaan en de diamant                           | TV      | TROS   | 1979 |
| De telefoon                                     | Nico Hiltrop                  | De Luchtbus                                               | TV      | KRO    | 1979 |
| Fijn met de trein                               | Nico Hiltrop                  | De Luchtbus                                               | TV      | KRO    | 1979 |
| Kaboutertjes                                    | Nico Hiltrop                  | De Luchtbus                                               | TV      | KRO    | 1979 |
| Pannekoeken bakken                              | Nico Hiltrop                  | De Luchtbus                                               | TV      | KRO    | 1979 |
| De Pomp (tune + diverse thema's)                | instrumentaal                 | De Pomp                                                   | TV      | IKON   | 1979 |
| Van de Veen                                     | Jan Fillekers                 | Veel liefs van Corrie                                     | TV      | TROS   | 1979 |
| Achter de wolken schijnt de zon                 | Aad van Toor                  | Avonturen met Bassie en Adriaan                           | LP      | -      | 1980 |
| MacBassie                                       | Aad van Toor                  | Avonturen met Bassie en Adriaan                           | LP      | -      | 1980 |
| Ik ben een clown                                | Bas van Toor; Aad van Toor    | Bassie en Adriaan en de diamant                           | TV      | TROS   | 1980 |
| Maak de piste maar vrij                         | Bas van Toor; Aad van Toor    | Bassie en Adriaan en de diamant                           | TV      | TROS   | 1980 |
| Musketiers                                      | Aad van Toor                  | Bassie en Adriaan en de diamant                           | TV      | TROS   | 1980 |
| Ondervraging                                    | Bas van Toor; Aad van Toor    | Bassie en Adriaan en de diamant                           | TV      | TROS   | 1980 |
| Zo vrij als een vogel                           | Aad van Toor                  | Bassie en Adriaan en de diamant                           | TV      | TROS   | 1980 |
| Uitzendbureau                                   | J. van de Berg                | Corrie van Gorp: een gouden kracht                        | TV      | TROS   | 1980 |
| Wie had dit durven hopen?                       | Hans Peters jr.               | De Mike Burstyn Show                                      | TV      | VARA   | 1980 |
| Het teken van het beest (diverse thema's)       | instrumentaal                 | Het teken van het beest                                   | Film    | -      | 1980 |
| Rikkie                                          | Jan Boerstoel                 | Kinderen voor kinderen                                    | TV      | VARA   | 1980 |
| Surfen                                          | Jan Fillekers                 | De Corrie van Gorp Show                                   | TV      | TROS   | 1981 |
| De Fabriek (tune + diverse thema's)             | instrumentaal                 | De Fabriek                                                | TV      | TROS   | 1981 |
| Het verboden bacchanaal (diverse thema's)       | instrumentaal                 | Het verboden bacchanaal                                   | Film    | -      | 1981 |
| Hotel 'De Witte Raaf' (Tune)                    | ?                             | Hotel 'De Witte Raaf'                                     | TV      | NCRV   | 1981 |
| Ik ben Joep Meloen (diverse thema's)            | instrumentaal                 | Ik ben Joep Meloen                                        | Film    | -      | 1981 |
| En ik                                           | Ivo de Wijs                   | Kinderen voor kinderen                                    | TV      | VARA   | 1981 |
| Verlegenheid                                    | Jan Boerstoel                 | Kinderen voor kinderen                                    | TV      | VARA   | 1981 |
| Liedjes per dozijn (Tune)                       | instrumentaal                 | Liedjes per dozijn                                        | Radio   | TROS   | 1981 |
| Pak me dan                                      | ?                             | Liedjes per dozijn                                        | Radio   | TROS   | 1981 |
| Mensen zoals jij en ik (Tune)                   | Tineke Beishuizen             | Mensen zoals jij en ik                                    | TV      | AVRO   | 1981 |
| Zeg 'ns AAA (Tune)                              | Alexander Pola                | Zeg 'ns AAA                                               | TV      | VARA   | 1981 |
| Bejaardenhok                                    | Nico Hiltrop                  | Boem boem                                                 | TV      | TROS   | 1982 |
| Boem boem (ouverture)                           | instrumentaal                 | Boem boem                                                 | TV      | TROS   | 1982 |
| Boum boum                                       | Nico Hiltrop                  | Boem boem                                                 | TV      | TROS   | 1982 |
| Engelenkoor                                     | instrumentaal                 | Boem boem                                                 | TV      | TROS   | 1982 |
| Ik mag je                                       | Nico Hiltrop                  | Boem boem                                                 | TV      | TROS   | 1982 |
| Nellie, Nellie                                  | Nico Hiltrop                  | Boem boem                                                 | TV      | TROS   | 1982 |
| Ruwe bolster                                    | Nico Hiltrop                  | Boem boem                                                 | TV      | TROS   | 1982 |
| Two step                                        | instrumentaal                 | Boem boem                                                 | TV      | TROS   | 1982 |
| Fotoalbum                                       | ?                             | De Corrie van Gorp Show                                   | TV      | TROS   | 1982 |
| Wanneer ik televisie kijk                       | Peter Zwerus                  | De Spijker-op-z'n-kop-show                                | TV      | NOT    | 1982 |
| Jongen op ballet                                | Ivo de Wijs                   | Kinderen voor kinderen                                    | TV      | VARA   | 1982 |
| Kleine clown                                    | Ron Schröder; Marianne Busser | Liedjes per dozijn                                        | Radio   | TROS   | 1982 |
| Er is een land                                  | Joke Smit                     | Plant een roos                                            | LP      | -      | 1982 |
| Sabine (diverse thema's)                        | instrumentaal                 | Sabine                                                    | Film    | -      | 1982 |
| There's no beginning                            | Mike Burstyn                  | Sabine                                                    | Film    | -      | 1982 |
| Bloedcontrole                                   | Guus Vleugel                  | Verwende krengen                                          | Theater | -      | 1982 |
| Centraal station                                | Guus Vleugel                  | Verwende krengen                                          | Theater | -      | 1982 |
| De auditie                                      | Guus Vleugel                  | Verwende krengen                                          | Theater | -      | 1982 |
| Discipline                                      | Guus Vleugel                  | Verwende krengen                                          | Theater | -      | 1982 |
| Een programma met een afwijking                 | Guus Vleugel                  | Verwende krengen                                          | Theater | -      | 1982 |
| En ze speelde op de sax                         | Guus Vleugel                  | Verwende krengen                                          | Theater | -      | 1982 |
| Hector, de beul van de zachte sector            | Guus Vleugel                  | Verwende krengen                                          | Theater | -      | 1982 |
| In mekaar geslagen                              | Guus Vleugel                  | Verwende krengen                                          | Theater | -      | 1982 |
| Krakersdroom                                    | Guus Vleugel                  | Verwende krengen                                          | Theater | -      | 1982 |
| Lekker werk                                     | Guus Vleugel                  | Verwende krengen                                          | Theater | -      | 1982 |
| Porno met allure                                | Guus Vleugel                  | Verwende krengen                                          | Theater | -      | 1982 |
| Robbedoeschka                                   | Guus Vleugel                  | Verwende krengen                                          | Theater | -      | 1982 |
| Sociale fraude                                  | Guus Vleugel                  | Verwende krengen                                          | Theater | -      | 1982 |
| Subsidieaanvraag                                | Guus Vleugel                  | Verwende krengen                                          | Theater | -      | 1982 |
| De weg (tune + diverse thema's)                 | instrumentaal                 | De weg                                                    | TV      | KRO    | 1983 |
| Niet bang zijn voor honden                      | C. Rutgers                    | In de Rooie Haan                                          | Radio   | VARA   | 1983 |
| Kind zijn valt niet mee                         | Sietze Dolstra                | Kinderen voor kinderen                                    | TV      | VARA   | 1983 |
| Dien Fokkemaat                                  | Marjan Berk                   | Roffel                                                    | TV      | VARA   | 1983 |
| Bovenaardse boogie                              | Marjan Berk                   | Wordt er in de ruimte ook gelezen?                        | Theater | -      | 1983 |
| De klas                                         | Marjan Berk                   | Wordt er in de ruimte ook gelezen?                        | Theater | -      | 1983 |
| De lancering                                    | Marjan Berk                   | Wordt er in de ruimte ook gelezen?                        | Theater | -      | 1983 |
| Goeie reis                                      | Marjan Berk                   | Wordt er in de ruimte ook gelezen?                        | Theater | -      | 1983 |
| Harde actie                                     | Marjan Berk                   | Wordt er in de ruimte ook gelezen?                        | Theater | -      | 1983 |
| Hoe komen we aan een boek, Kees?                | Marjan Berk                   | Wordt er in de ruimte ook gelezen?                        | Theater | -      | 1983 |
| Hoe meester Balpen gelovig werd                 | Marjan Berk                   | Wordt er in de ruimte ook gelezen?                        | Theater | -      | 1983 |
| Lezen is het lekkerste dat er is                | Marjan Berk                   | Wordt er in de ruimte ook gelezen?                        | Theater | -      | 1983 |
| Niemand gelooft me                              | Marjan Berk                   | Wordt er in de ruimte ook gelezen?                        | Theater | -      | 1983 |
| Pietje Satellietje                              | Marjan Berk                   | Wordt er in de ruimte ook gelezen?                        | Theater | -      | 1983 |
| Wij willen lezen                                | Marjan Berk                   | Wordt er in de ruimte ook gelezen?                        | Theater | -      | 1983 |
| Wordt er in de ruimte ook gelezen?              | Marjan Berk                   | Wordt er in de ruimte ook gelezen?                        | Theater | -      | 1983 |
| Emigrantenleed                                  | Flip Peters                   | 1-2-3-Show                                                | TV      | KRO    | 1984 |
| De André van Duin Show (tune + diverse thema's) | instrumentaal                 | De André van Duin Show                                    | TV      | TROS   | 1984 |
| Garçons                                         | instrumentaal                 | De André van Duin Show                                    | TV      | TROS   | 1984 |
| Kriebeltrui                                     | Marjan Berk                   | Kinderen voor kinderen                                    | TV      | VARA   | 1984 |
| Carnaval Festival                               | instrumentaal                 | Efteling                                                  | -       | -      | 1984 |
| Don Juan                                        | instrumentaal                 | Prinses Juliana 75                                        | TV      | TROS   | 1984 |
| De Appelgaard (tune + diverse thema's)          | instrumentaal                 | De Appelgaard                                             | TV      | KRO    | 1985 |
| Koek en zopie                                   | Leen Valkenier                | De Fabeltjeskrant                                         | TV      | NOS    | 1985 |
| Willem is jaloers                               | Leen Valkenier                | De Fabeltjeskrant                                         | TV      | NOS    | 1985 |
| De kip en het ei (Tune)                         | instrumentaal                 | De kip en het ei                                          | TV      | TROS   | 1985 |
| Video                                           | Marjan Berk                   | De jaren 80                                               | LP      | -      | 1985 |
| De Leeuw van Vlaanderen (diverse thema's)       | instrumentaal                 | De Leeuw van Vlaanderen                                   | Film    | -      | 1985 |
| Linkse stenen bestaan niet                      | Guus Vleugel                  | In de Rooie Haan                                          | Radio   | VARA   | 1985 |
| Frisse knul                                     | Marjan Berk                   | Kinderen voor kinderen                                    | TV      | VARA   | 1985 |
| Corruptie voor iedereen                         | Guus Vleugel                  | Mimi Crimi                                                | Theater | -      | 1985 |
| De groeten van Afrodite                         | Guus Vleugel                  | Mimi Crimi                                                | Theater | -      | 1985 |
| De Officier van Justitie                        | Guus Vleugel                  | Mimi Crimi                                                | Theater | -      | 1985 |
| Echt slecht                                     | Guus Vleugel                  | Mimi Crimi                                                | Theater | -      | 1985 |
| Geil op publiciteit                             | Guus Vleugel                  | Mimi Crimi                                                | Theater | -      | 1985 |
| Hij wil een STER-spot voor zijn Sinterklaas     | Guus Vleugel                  | Mimi Crimi                                                | Theater | -      | 1985 |
| Ik ga door het lint                             | Guus Vleugel                  | Mimi Crimi                                                | Theater | -      | 1985 |
| Incasseren                                      | Guus Vleugel                  | Mimi Crimi                                                | Theater | -      | 1985 |
| Laat de moed niet zakken, Mimi                  | Guus Vleugel                  | Mimi Crimi                                                | Theater | -      | 1985 |
| Luxe                                            | Guus Vleugel                  | Mimi Crimi                                                | Theater | -      | 1985 |
| Nederland, ik kom je redden                     | Guus Vleugel                  | Mimi Crimi                                                | Theater | -      | 1985 |
| Notaris Crimi                                   | Guus Vleugel                  | Mimi Crimi                                                | Theater | -      | 1985 |
| Opening van zaken                               | Guus Vleugel                  | Mimi Crimi                                                | Theater | -      | 1985 |
| Opera                                           | Guus Vleugel                  | Mimi Crimi                                                | Theater | -      | 1985 |
| Overkomen                                       | Guus Vleugel                  | Mimi Crimi                                                | Theater | -      | 1985 |
| Rechtbankrap                                    | Guus Vleugel                  | Mimi Crimi                                                | Theater | -      | 1985 |
| Smeergeldcomité                                 | Guus Vleugel                  | Mimi Crimi                                                | Theater | -      | 1985 |
| Tijd voor tederheid                             | Guus Vleugel                  | Mimi Crimi                                                | Theater | -      | 1985 |
| Vitaminewals                                    | Guus Vleugel                  | Mimi Crimi                                                | Theater | -      | 1985 |
| Kom maar op bezoek bij Chico Lama               | Leen Valkenier                | De Fabeltjeskrant                                         | TV      | NOS    | 1986 |
| Dossier Verhulst (tune + diverse thema's)       | instrumentaal                 | Dossier Verhulst                                          | TV      | TROS   | 1986 |
| Adi-Jos, So-Long                                | Jan Fillekers                 | Wedden dat...                                             | TV      | AVRO   | 1986 |
| Eet                                             | Flip Peters                   | Wedden dat...                                             | TV      | AVRO   | 1986 |
| Wedden dat... (tune 2)                          | instrumentaal                 | Wedden dat...                                             | TV      | AVRO   | 1986 |
| Fata Morgana                                    | instrumentaal                 | Efteling                                                  | -       | -      | 1986 |
| De Ratelrat (diverse thema's)                   | instrumentaal                 | De Ratelrat                                               | Film    | -      | 1987 |
| Wit                                             | Leen Valkenier                | De Fabeltjeskrant                                         | TV      | NOS    | 1988 |
| Een krokodil als huisdier                       | Marian van Gog                | Kinderen voor kinderen                                    | TV      | VARA   | 1988 |
| Sneu                                            | Jan Boerstoel                 | Kinderen voor kinderen                                    | TV      | VARA   | 1988 |
| Kruimels in mijn bed                            | Marjan Berk                   | Wereldwijs                                                | TV      | VARA   | 1988 |
| De bombardon                                    | Marjan Berk                   | Kinderen voor kinderen                                    | TV      | VARA   | 1989 |
| Ik st-st-stotter                                | Marian van Gog                | Kinderen voor kinderen                                    | TV      | VARA   | 1989 |
| Opa                                             | Hans Peeters                  | Kinderen voor kinderen                                    | TV      | VARA   | 1989 |
| Bertus de waakhond                              | Marjan Berk                   | Kinderen zingen voor dieren                               | LP      | -      | 1989 |
| Er is geen beest of ik heb het wel gehad        | Marjan Berk                   | Kinderen zingen voor dieren                               | LP      | -      | 1989 |
| Mijn verzorgpony                                | Marjan Berk                   | Kinderen zingen voor dieren                               | LP      | -      | 1989 |
| Ha die pa (Tune)                                | Gregor Frenkel Frank          | Ha die pa                                                 | TV      | NCRV   | 1990 |
| Duet van de heer en mevrouw Toondoof            | Marjan Berk                   | Hé, dat kan ik ook                                        | TV      | VARA   | 1990 |
| Echt gevoel                                     | Marjan Berk                   | Hé, dat kan ik ook                                        | TV      | VARA   | 1990 |
| Hé, dat kan ik ook                              | Marjan Berk                   | Hé, dat kan ik ook                                        | TV      | VARA   | 1990 |
| Hoe maak je een lied?                           | Marjan Berk                   | Hé, dat kan ik ook                                        | TV      | VARA   | 1990 |
| Hoor ik een wals?                               | Marjan Berk                   | Hé, dat kan ik ook                                        | TV      | VARA   | 1990 |
| Ik maak je bang                                 | Marjan Berk                   | Hé, dat kan ik ook                                        | TV      | VARA   | 1990 |
| Muziek is de taal                               | Marjan Berk                   | Hé, dat kan ik ook                                        | TV      | VARA   | 1990 |
| Muziek is overal                                | Marjan Berk                   | Hé, dat kan ik ook                                        | TV      | VARA   | 1990 |
| Smartlap                                        | Marjan Berk                   | Hé, dat kan ik ook                                        | TV      | VARA   | 1990 |
| Studeren                                        | Marjan Berk                   | Hé, dat kan ik ook                                        | TV      | VARA   | 1990 |
| Verliefd                                        | Marjan Berk                   | Hé, dat kan ik ook                                        | TV      | VARA   | 1990 |
| Op twee plaatsen tegelijk                       | Willem Wilmink                | Wat heet vrijheid                                         | TV      | NOS    | 1991 |
| Droomvlucht                                     | Instrumentaal                 | Efteling                                                  | -       | -      | 1993 |
| Autospotter                                     | Justus van Oel                | Ook dat nog                                               | TV      | KRO    | 1994 |
| Beleggen                                        | Justus van Oel                | Ook dat nog                                               | TV      | KRO    | 1994 |
| Blijf schrijven                                 | Justus van Oel                | Ook dat nog                                               | TV      | KRO    | 1994 |
| Om te janken                                    | Jan Boerstoel                 | Ook dat nog                                               | TV      | KRO    | 1994 |
| Pantoffels                                      | Jan Boerstoel                 | Ook dat nog                                               | TV      | KRO    | 1994 |
| Piercing                                        | Jan Boerstoel                 | Ook dat nog                                               | TV      | KRO    | 1994 |
| Telefonisch doorverbinden                       | Jack Gadellaa                 | Ook dat nog                                               | TV      | KRO    | 1994 |
| Waar, waar                                      | Jan Boerstoel                 | Ook dat nog                                               | TV      | KRO    | 1994 |
| Wat ik deze week weer had                       | Jack Gadellaa                 | Ook dat nog                                               | TV      | KRO    | 1994 |
| We hebben te veel keus                          | Jack Gadellaa                 | Ook dat nog                                               | TV      | KRO    | 1994 |
| Bang                                            | Jan Boerstoel                 | Ook dat nog                                               | TV      | KRO    | 1995 |
| Ed Internet                                     | Jack Gadellaa                 | Ook dat nog                                               | TV      | KRO    | 1995 |
| Gehakt                                          | Jan Boerstoel                 | Ook dat nog                                               | TV      | KRO    | 1995 |
| Maandverbandblues                               | Erik van Muiswinkel           | Ook dat nog                                               | TV      | KRO    | 1995 |
| Nat van buiten, nat van binnen                  | Jack Gadellaa                 | Ook dat nog                                               | TV      | KRO    | 1995 |
| Roddelbladenrock                                | Jack Gadellaa                 | Ook dat nog                                               | TV      | KRO    | 1995 |
| Taalfoutenlied                                  | Jack Gadellaa                 | Ook dat nog                                               | TV      | KRO    | 1995 |
| Turbotuin                                       | Justus van Oel                | Ook dat nog                                               | TV      | KRO    | 1995 |
| Wachten                                         | Jan Boerstoel                 | Ook dat nog                                               | TV      | KRO    | 1995 |
| Wintersport                                     | Jack Gadellaa                 | Ook dat nog                                               | TV      | KRO    | 1995 |
| Kaastango                                       | Marjan Berk                   | Rotmoffen en kaaskoppen                                   | Theater | -      | 1995 |
| De zeemeerman (diverse thema's)                 | instrumentaal                 | De zeemeerman                                             | Film    | -      | 1996 |
| De dame sterft uit                              | Annie M.G. Schmidt            | Hoera, wij zijn normaal                                   | Theater | -      | 1996 |
| Het kuikentje                                   | Annie M.G. Schmidt            | Hoera, wij zijn normaal                                   | Theater | -      | 1996 |
| Mevrouw Van Lijsterslag                         | Annie M.G. Schmidt            | Hoera, wij zijn normaal                                   | Theater | -      | 1996 |
| Ook dat nog (openingslied)                      | Jack Gadellaa                 | Ook dat nog                                               | TV      | KRO    | 1996 |
| Spaarzegeltjes                                  | Jack Gadellaa                 | Ook dat nog                                               | TV      | KRO    | 1996 |
| Villa Volta                                     | Instrumentaal                 | Efteling                                                  | -       | -      | 1996 |
| De bink van de buurt                            | Ivo de Wijs                   | De Jantjes                                                | Theater | -      | 1997 |
| Een zee van tijd                                | Ivo de Wijs                   | De Jantjes                                                | Theater | -      | 1997 |
| Kolonialen                                      | Ivo de Wijs                   | De Jantjes                                                | Theater | -      | 1997 |
| Mooi is de Jordaan                              | Ivo de Wijs                   | De Jantjes                                                | Theater | -      | 1997 |
| Sailor                                          | Ivo de Wijs                   | De Jantjes                                                | Theater | -      | 1997 |
| Vogel Rok                                       | Instrumentaal                 | Efteling                                                  | -       | -      | 1998 |
| De Muziekfabriek (Tune)                         | instrumentaal                 | De Muziekfabriek                                          | TV      | NPS    | 2001 |
| De vriendschap (diverse thema's)                | instrumentaal                 | De vriendschap                                            | Film    | -      | 2001 |
| De zanger en zijn lied                          | Friso Wiegersma               | Telkens weer het dorp                                     | Theater | -      | 2003 |
| Slaap, kindje, slaap                            | Friso Wiegersma               | Telkens weer het dorp                                     | Theater | -      | 2003 |
| Elke straat is een bloemstraat                  | Michel van der Plas           | Cursief                                                   | Radio   | KRO    | n.b. |
| In de file                                      | Michel van der Plas           | Cursief                                                   | Radio   | KRO    | n.b. |
| Ja, het is weer lente                           | Michel van der Plas           | Cursief                                                   | Radio   | KRO    | n.b. |
| Vrij                                            | Michel van der Plas           | Cursief                                                   | Radio   | KRO    | n.b. |
| Alles op z'n kop                                | Leen Valkenier                | De Fabeltjeskrant                                         | TV      | NOS    | n.b. |
| De reparatie                                    | Leen Valkenier                | De Fabeltjeskrant                                         | TV      | NOS    | n.b. |
| Honger is de beste saus                         | Leen Valkenier                | De Fabeltjeskrant                                         | TV      | NOS    | n.b. |
| Stoffel heeft de hik                            | Leen Valkenier                | De Fabeltjeskrant                                         | TV      | NOS    | n.b. |
| Tuinderslied                                    | Leen Valkenier                | De Fabeltjeskrant                                         | TV      | NOS    | n.b. |
| Wij zijn de terroristen                         | Leen Valkenier                | De Fabeltjeskrant                                         | TV      | NOS    | n.b. |
| Ruzie in de tent                                | Marian van Gog                | Kinderen voor kinderen                                    | TV      | VARA   | n.b. |
| Dat zingen we niet meer                         | Chris van Hoorn               | Kinderzangfestival                                        | Radio   | KRO    | n.b. |
| Accijnzen                                       | Jan Boerstoel                 | Ook dat nog                                               | TV      | KRO    | n.b. |
| Almere                                          | Justus van Oel                | Ook dat nog                                               | TV      | KRO    | n.b. |
| Clowntje                                        | Jan Boerstoel                 | Ook dat nog                                               | TV      | KRO    | n.b. |
| Design                                          | Jack Gadellaa                 | Ook dat nog                                               | TV      | KRO    | n.b. |
| Dit is het einde                                | Jack Gadellaa                 | Ook dat nog                                               | TV      | KRO    | n.b. |
| Een ambtenaar met carnaval                      | Jan Boerstoel                 | Ook dat nog                                               | TV      | KRO    | n.b. |
| Een dag Aken                                    | Joep van Deudekom             | Ook dat nog                                               | TV      | KRO    | n.b. |
| Eén en al oor                                   | Jan Boerstoel                 | Ook dat nog                                               | TV      | KRO    | n.b. |
| Euro                                            | Justus van Oel                | Ook dat nog                                               | TV      | KRO    | n.b. |
| Evenementenlied                                 | Joep van Deudekom             | Ook dat nog                                               | TV      | KRO    | n.b. |
| Files                                           | Jack Gadellaa                 | Ook dat nog                                               | TV      | KRO    | n.b. |
| Functional food                                 | Justus van Oel                | Ook dat nog                                               | TV      | KRO    | n.b. |
| Lange levertijden                               | Jack Gadellaa                 | Ook dat nog                                               | TV      | KRO    | n.b. |
| Mobiele telefonie                               | Jack Gadellaa                 | Ook dat nog                                               | TV      | KRO    | n.b. |
| N.S.-lied                                       | Joep van Deudekom             | Ook dat nog                                               | TV      | KRO    | n.b. |
| New age                                         | Justus van Oel                | Ook dat nog                                               | TV      | KRO    | n.b. |
| Nieuw toerisme                                  | Joep van Deudekom             | Ook dat nog                                               | TV      | KRO    | n.b. |
| Nog zeven nachtjes slapen                       | Jack Gadellaa                 | Ook dat nog                                               | TV      | KRO    | n.b. |
| Ons halve land is een monument                  | Joep van Deudekom             | Ook dat nog                                               | TV      | KRO    | n.b. |
| Opa jaagt nog                                   | Justus van Oel                | Ook dat nog                                               | TV      | KRO    | n.b. |
| Prijzenfestivals                                | Justus van Oel                | Ook dat nog                                               | TV      | KRO    | n.b. |
| Recallsong                                      | Joep van Deudekom             | Ook dat nog                                               | TV      | KRO    | n.b. |
| Speeltuin unplugged                             | Justus van Oel                | Ook dat nog                                               | TV      | KRO    | n.b. |
| Stress in de crèche                             | Justus van Oel                | Ook dat nog                                               | TV      | KRO    | n.b. |
| Tamagochi                                       | Joep van Deudekom             | Ook dat nog                                               | TV      | KRO    | n.b. |
| Tijdgeest                                       | Jack Gadellaa                 | Ook dat nog                                               | TV      | KRO    | n.b. |
| Vakantieliedje                                  | Joep van Deudekom             | Ook dat nog                                               | TV      | KRO    | n.b. |
| Vliegangst                                      | Erik van Muiswinkel           | Ook dat nog                                               | TV      | KRO    | n.b. |
| Biosliedje                                      | Gerrit den Braber             | ?                                                         | ?       | ?      | n.b. |
| Bravo, meisjes                                  | Guus Vleugel                  | ?                                                         | ?       | ?      | n.b. |
| Champagne                                       | Flip Peters                   | ?                                                         | ?       | ?      | n.b. |
| Daar komt de lente                              | Friso Wiegersma               | ?                                                         | ?       | ?      | n.b. |
| Dat moet je zien                                | Nico Hiltrop                  | ?                                                         | ?       | ?      | n.b. |
| De beuk                                         | Gerrit den Braber             | ?                                                         | ?       | ?      | n.b. |
| Droomlied                                       | Nico Hiltrop                  | ?                                                         | ?       | ?      | n.b. |
| Het leven is prachtig                           | Marjan Berk                   | ?                                                         | ?       | ?      | n.b. |
| Knuffelen                                       | Marjan Berk                   | ?                                                         | ?       | ?      | n.b. |
| Maak van je hart geen moordkuil                 | Marjan Berk                   | ?                                                         | ?       | ?      | n.b. |
| Op en top een dame                              | Guus Vleugel                  | ?                                                         | ?       | ?      | n.b. |
| Wees eens een keer positief                     | Marjan Berk                   | ?                                                         | ?       | ?      | n.b. |
| Zeg, wat hoor ik toch een herrie                | Marjan Berk                   | ?                                                         | ?       | ?      | n.b. |